# Hotel „Römischer Kaiser“

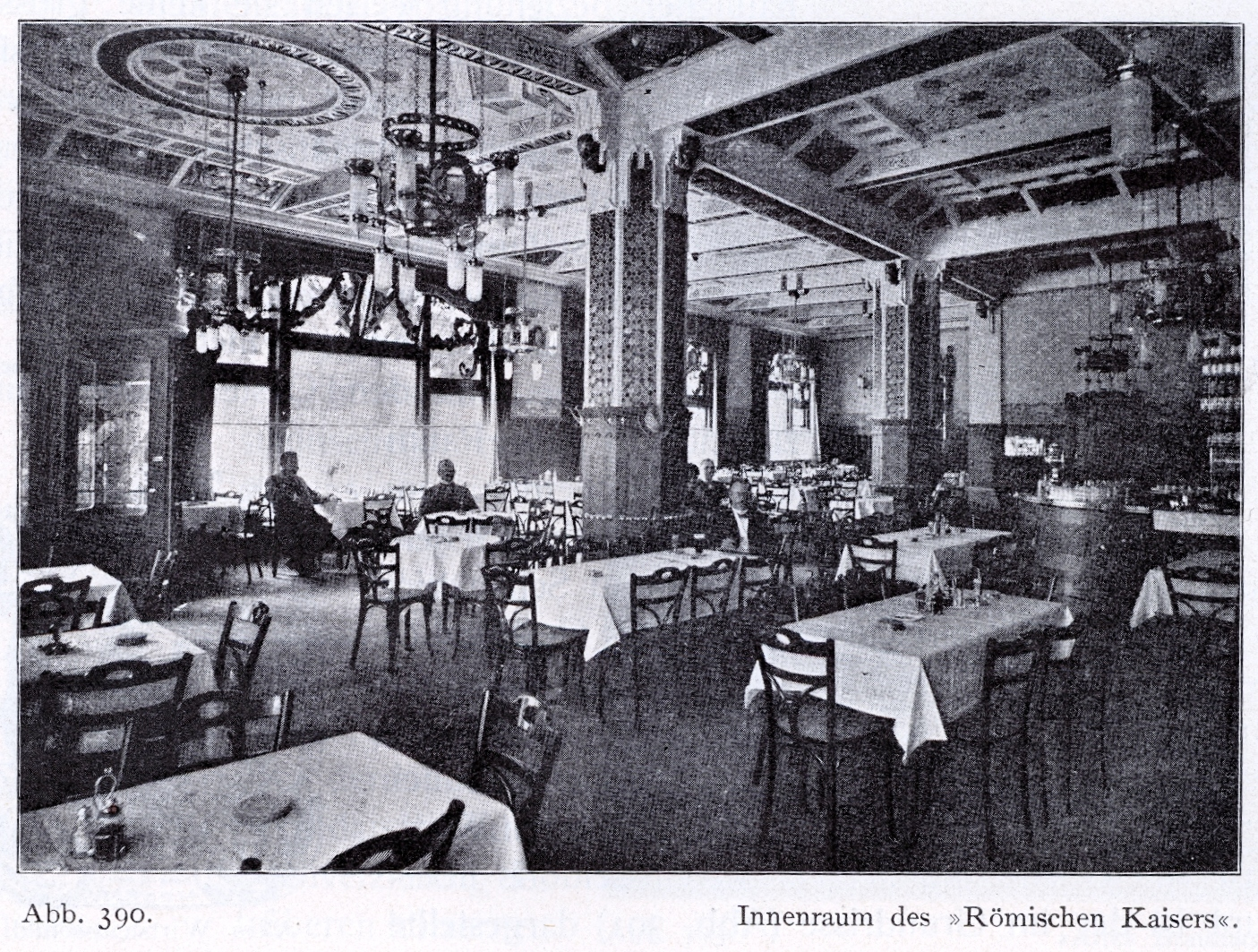
Römischer Kaiser Innenraum

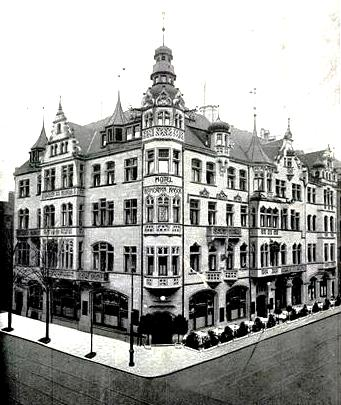
Fassade Stresemannstraße 26, Ecke Oststraße (ca. 1904)

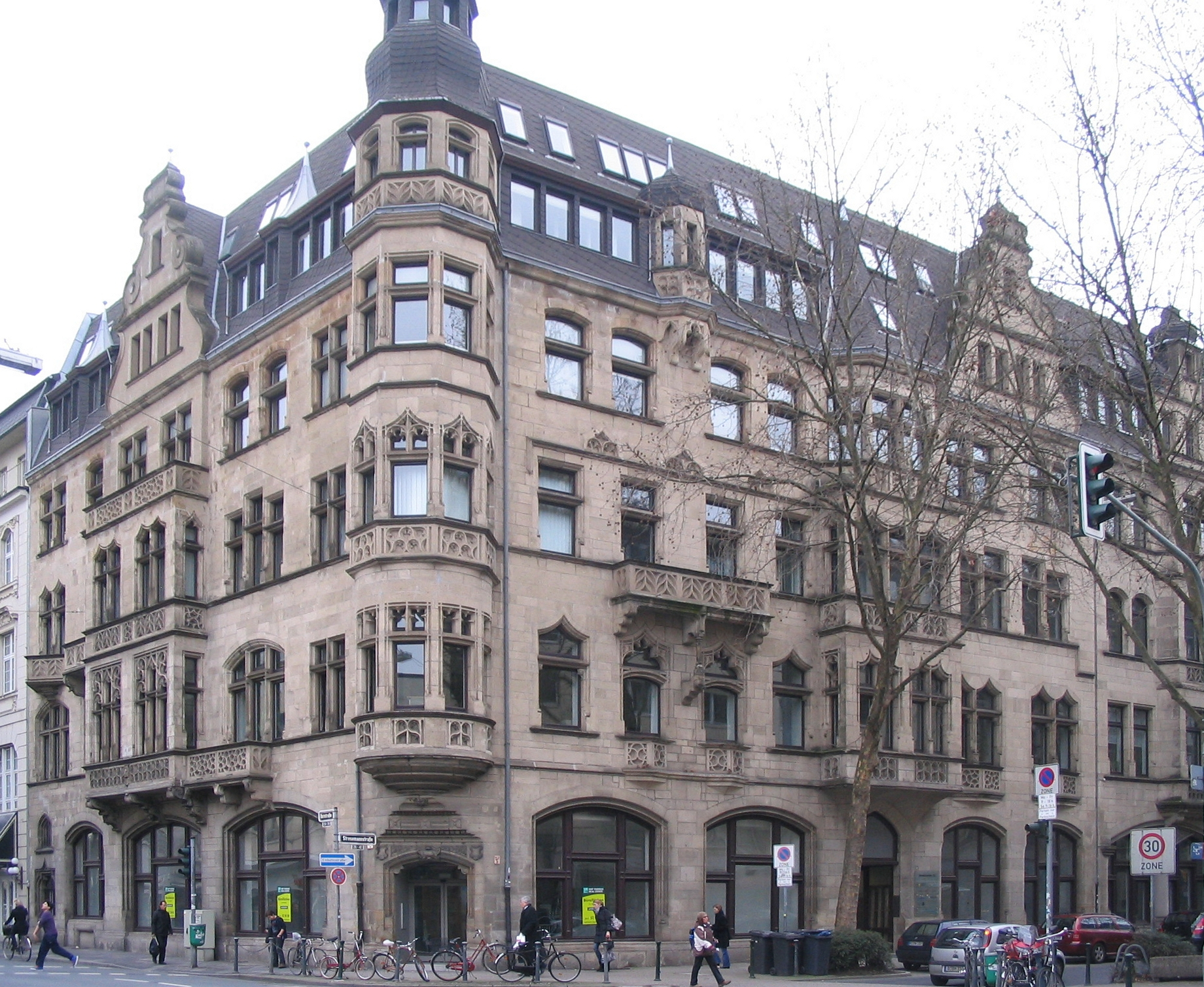
Im Jahr 2012, zu der Zeit leerstehend (vormals Finanzamt, dann Sparda-Bank West, dann BBBank (ca. seit 2015))

Das Hotel „Römischer Kaiser“ ist ein als Büro- und Geschäftshaus genutztes ehemaliges Hotel in der Stadtmitte von Düsseldorf, Stresemannstraße 26. Es wurde 1904 fertiggestellt und steht seit 1984 unter Denkmalschutz.

## Geschichte
Der Vorgängerbau des Hotels befand sich an der Benrather Straße 3. Von 1903 bis 1904 erbaute Josef Kleesattel das viergeschossige Eckhaus mit Natursteinfassaden an der Ecke Steinstraße 70 (heute Stresemannstraße 26). Bauherr war der Bauunternehmer F. W. Zensen. Während die Außenarchitektur von Josef Kleesattel gestaltet wurde, entwarf Hermann vom Endt die damals mit dem Hotel verbundenen Bier- und Weinstuben. In den Räumlichkeiten des Hotels fand 1908 die Gründung des Düsseldorfer Yachtclubs statt. 
Das Gebäude wurde im Zweiten Weltkrieg beschädigt und in den 1950er Jahren vereinfacht wieder aufgebaut. Giebel und Türmchen wurden 1982–1983 in weitgehender Anlehnung an den Originalzustand rekonstruiert.

## Beschreibung
Jörg Heimeshoff beschreibt die neugotischen Details am Bau:

„Die Fassaden des als Hotel „Römischer Kaiser“ errichteten Gebäudes zeigen Dekorationselemente der Spätgotik. Maßwerkgliederungen an Brüstungen, Balkonen und Fenstern, Vorhangbögen und Steinkreuzfenster weisen darauf hin. Mehrere Erker, Balkone, Giebel und Türmchen sorgen für ein malerisches Erscheinungsbild. Breite, segmentbogige Öffnungen gliedern das Erdgeschoss.“